# Baseball nei Paesi Bassi
Il baseball nei Paesi Bassi ebbe inizio nel 1911, dopo essere stato introdotto nel paese dall'insegnante di inglese J.C.G. Grasé di Amsterdam dopo una vacanza in America. La prima lega di baseball professionale olandese (l'attuale Honkbal Hoofdklasse) venne introdotta nel 1922. L'organo di governo nazionale per il baseball è la Federazione di baseball e softball dei Paesi Bassi (in olandese Koninklijke Nederlandse Baseball en Softball Bond ).
La nazionale di baseball dei Paesi Bassi è solidamente classificata tra i primi dieci paesi della classifica mondiale WBSC e ha vinto l'europeo di baseball ventitré volte, più di ogni altra nazione. Sebbene il baseball sia uno sport minoritario nei Paesi Bassi, è lo sport principale dei territori olandesi d'oltremare nei Caraibi (le ex Antille olandesi) e gode di un buon seguito anche nella madrepatria.

## Storia

### 1911-1940
La forza trainante degli esordi del baseball olandese fu J.C.G. Grasé di Amsterdam. Insegnante di inglese di professione, Grasé tradusse per primo le regole del gioco in olandese di ritorno da una vacanza negli Stati Uniti. Le prime partite ufficiali furono giocate nel 1911 e il 12 marzo 1912 Grasé fondò la Federazione olandese. Grasé fu anche il fondatore del più antico club di baseball d'Europa, il Quick Amsterdam (fondato il 1 marzo 1913).
La prima competizione ufficiale fu giocata nel 1922 e vide ai nastri di partenza quattro squadre: Ajax (una filiale dell'AFC Ajax), Blauw-Wit, Hercules e Quick Amsterdam. Quest'ultima società si aggiudicò il titolo. Durante i primi anni, il baseball veniva giocato solo ad Amsterdam, ma si diffuse rapidamente anche ad Haarlem. Le due città hanno dominato il baseball olandese fino al 1963.
Nel 1925, una nave della Marina americana visitò Amsterdam e l'equipaggio venne sfidato a baseball dalla locale compagine del Blauw-Wit. Dopo un inning, gli americani erano in vantaggio per 14-0. Dopo due ore di gioco, il punteggio finale era 27-2.
All'inizio, il lanciatore era quello che poteva lanciare la palla più veloce. All'epoca era considerato antisportivo approfittare della mancanza di controllo da parte di un lanciatore ed era considerato un'umiliazione avere una base su ball. Inoltre, lo sport si giocava indossando pantaloncini in luogo della classica tenuta a pantaloni lunghi in uso in America.
Alla fine della stagione 1937, l'EDO di Haarlem e il Blauw-Wit di Amsterdam disputarono la finale valida per il titolo di campione olandese. La partita fu giocata con un limite di tempo di due ore. Questa fu l'ultima edizione giocata sulla base di un tempo limite e, a partire dal 1938, le partite passarono a durare nove inning.
Nel 1939, una squadra di missionari mormoni di Salt Lake City giocò nel campionato olandese con il nome di Seagulls perdendo solo due partite e aggiudicandosi il titolo nazionale.
| Campioni olandesi, 1922-1939 | Campioni olandesi, 1922-1939 |
| ---------------------------- | ---------------------------- |
| 1923                         | Blauw-Wit Amsterdam          |
| 1924                         | Ajax Amsterdam               |
| 1925                         | Quick Amsterdam              |
| 1926                         | AGHC Amsterdam               |
| 1928                         | Ajax Amsterdam               |
| 1929                         | SC Haarlem                   |
| 1930                         | SC Haarlem                   |
| 1931                         | Blauw-Wit Amsterdam          |
| 1932                         | Blauw-Wit Amsterdam          |
| 1933                         | VVGA Amsterdam               |
| 1934                         | SC Haarlem                   |
| 1935                         | Quick Amsterdam              |
| 1936                         | HHC Haarlem                  |
| 1937                         | Quick Amsterdam              |
| 1938                         | Quick Amsterdam              |
| 1939                         | Seagulls                     |

### 1940-1970
Dopo l'invasione tedesca nel maggio 1940, il baseball attraversò un periodo difficile. Mentre la guerra continuava, il materiale per il baseball divenne scarso. A partire dal 1943, le palle da baseball erano fatte di una sostanza simile alla gomma con un nucleo di sughero. Le palline, prodotte dalla società di pneumatici Vredestein, potevano assorbire poco più di un paio di colpi prima di rompersi. Alcuni lanciatori ritagliavano un piccolo pezzo per poter lanciare una palla curva, perché le palle non avevano cuciture. I club erano costretti a riparare mazze incrinate con viti o qualsiasi altro materiale fosse a portata di mano.
Dopo la seconda guerra mondiale, gli americani aiutarono l'Europa tramite il Piano Marshall.  Tra gli aiuti figurava anche materiale da baseball (uniformi, mazze e palline). Squadre come l'OVVO di Amsterdam e l'HHC di Haarlem giocarono indossando tenute da gioco rosse inviate dagli Stati Uniti
Molte partite furono giocate contro squadre militari. Tra i migliori lanciatori olandesi dell'epoca figura senz'altro Han Urbanus. Riuscire a batterlo garantiva un posto da titolare nella squadra nazionale olandese. Un giornalista statunitense di origine olandese, Albert Balink, organizzò due soggiorni di Urbanus presso lo spring training della Major League Baseball: Balink sapeva che l'olandese avrebbe avuto bisogno di molta più esperienza per migliorare. Martin Jole, uno dei pochi giocatori all'altezza di Urbanus, fu invitato ad allenarsi con i Cincinnati Reds. 
Albert Balink introdusse medaglie per i migliori giocatori e battitori, instaurando l'uso delle statistiche nel campionato olandese. Nel 1953, Han Urbanus ricevette una telefonata dagli Stati Uniti con il quale i New York Giants (gli attuali San Francisco Giants) gli offrivano un contratto nelle leghe minori. Urbanus rifiutò, affermando che preferiva insegnare ai suoi connazionali ciò che aveva imparato negli Stati Uniti.
Dal 1949 al 1953, il baseball olandese fu dominato dall'OVVO di Amsterdam, che vinse cinque titoli nazionali consecutivi. Nel 1955, il club vinse per l'ultima volta e non avrebbe mai più vinto un altro campionato.
L'aiuto postbellico offerto dagli americani aiutò gli olandesi a vincere il loro primo titolo europeo nel 1956 a Roma trascinati da Han Urbanus. Allenatori americani come Ron Fraser e Bill Arce contribuirono a dar forma al gioco della nazionale dei Paesi Bassi, e il paese visse un vero e proprio boom di questo sport con la nascita di nuove società e campi da baseball su tutto il suo territorio.
Nel 1963 fu costruito un vero stadio di baseball ad Haarlem. Questo stadio divenne la sede della Haarlem Baseball Week, un torneo a inviti che si disputa ancora oggi.
Prima del 1963, il baseball era dominato dalle squadre di Amsterdam e Haarlem. Ma nel 1963, lo Sparta di Rotterdam divenne il campione olandese. Dal 1963 al 1974, lo Sparta vinse nove titoli nazionali, un record non superato fino al 1985 dagli Haarlem Nicols. All'inizio degli anni Sessanta, ogni squadra giocava 14 partite; una partita ogni fine settimana.
| Campioni olandesi, 1940-1969 | Campioni olandesi, 1940-1969    |
| ---------------------------- | ------------------------------- |
| 1940                         | SC Haarlem                      |
| 1941                         | SC Haarlem                      |
| 1942                         | Ajax Amsterdam                  |
| 1943                         | Blauw-Wit Amsterdam             |
| 1944                         | Blauw-Wit Amsterdam             |
| 1945                         | Blauw-Wit Amsterdam             |
| 1946                         | Blauw-Wit Amsterdam             |
| 1947                         | Schoten Haarlem                 |
| 1948                         | Ajax Amsterdam                  |
| 1949                         | OVVO Amsterdam                  |
| 1950                         | OVVO Amsterdam                  |
| 1951                         | OVVO Amsterdam                  |
| 1952                         | OVVO Amsterdam                  |
| 1953                         | OVVO Amsterdam                  |
| 1954                         | EHS Haarlem                     |
| 1955                         | OVVO Amsterdam                  |
| 1956                         | Schoten Haarlem                 |
| 1957                         | Schoten Haarlem                 |
| 1958                         | EDO Haarlem                     |
| 1959                         | EHS Haarlem                     |
| 1960                         | Schoten Haarlem                 |
| 1961                         | Schoten Haarlem / Karoush Stark |
| 1962                         | EHS Haarlem                     |
| 1963                         | Sparta Rotterdam                |
| 1964                         | Sparta Rotterdam                |
| 1965                         | Haarlem Nicols                  |
| 1966                         | Sparta Rotterdam                |
| 1967                         | Sparta Rotterdam                |
| 1968                         | Haarlem Nicols                  |
| 1969                         | Sparta Rotterdam                |

### 1970 - oggi
Nel 1970, il lanciatore di origini olandesi Bert Blyleven entrò nel roster dei Minnesota Twins. La sua strepitosa carriera durò fino al 1992 e nel 2010 venne inserito nella Baseball Hall of Fame. Tuttavia, Blyleven lasciò i Paesi Bassi a due anni di età, crebbe in California e non giocò mai nel campionato olandese. Il primo giocatore della Major League Baseball che è realmente cresciuto nei Paesi Bassi fu Win Remmerswaal, per breve tempo lanciatore dei Boston Red Sox nel 1979 e nel 1980. Dopo la stagione 1980, Remmerswaal aveva lanciato in 22 partite. La sua breve carriera nell'élite del baseball durò 55 inning. Dopo la sua carriera in Major League, Remmerswaal si trasferì in Italia, militando per diversi anni in Serie A con Parma, Nettuno e San Marino.
Il baseball olandese fu dominato dallo Sparta di Rotterdam fino al 1974 grazie ai "magnifici tre" delle Antille olandesi: Hudson John, Simon Arrindell e Hamilton Richardson.
Alla fine della stagione 1972, la polisportiva Ajax decise di chiudere la sua sezione di baseball.
Alla fine della stagione 1977, ci fu un po' di subbuglio all'OVVO di Amsterdam. Questa squadra di baseball era anche una filiale di una squadra di calcio. Quest'ultima decise di diventare professionale e iniziò a pagare i suoi giocatori. La sezione baseball non era d'accordo e grandi nomi, come Han Urbanus, decisero di andarsene per fondare un nuovo club: l'Amstel Tigers. Assi del baseball olandese come Charles Urbanus Jr. (lanciatore / interbase), Jan Hijzelendoorn (lanciatore), Paul Smit (ricevitore) e Don Wedman seguirono l'esempio, insieme a quasi tutta la squadra. La federazione olandese di baseball provò a mediare, ma senza risultato, e l'Amstel Tigers si trasferì nella parte occidentale della capitale.
Gli Amstel Tigers iniziarono la loro prima stagione nell'Overgangsklasse, il secondo livello del campionato locale. Con giocatori così forti, i Tigers furono rapidamente promossi nella massima divisione nel 1979. La stagione 1978 dell'OVVO fu un disastro e la squadra retrocesse, mentre gli Amstel Tigers vinsero il titolo nel 1979, 1980 e 1986.
Gli anni Ottanta e Novanta furono decenni complicati per molti club di baseball olandesi. Nel 1986, Charles Urbanus Jr. decise che avrebbe giocato la sua ultima stagione. Si trattò di un duro colpo per il suo club, gli Amstel Tigers. Urbanus era una calamita per i giocatori, che consideravano un onore giocare con lui. Ma un Amstel Tigers senza di lui non era così attraente per i nuovi talenti e il club perse competitività. Alla fine, i membri votarono per una fusione con l'HCAW di Bussum, un club militante nelle leghe inferiori. Il nuovo club, HCAW Tigers, fu promosso nel 1989 e vinse il titolo nel 1996 e nel 1998, anche se senza nessuno dei vecchi giocatori dell'Amstel Tigers. L'Haarlem Nicols fu particolarmente dominante negli anni Ottanta con sette titoli in dieci anni, ma dichiarò bancarotta nel 1994, solo cinque anni dopo aver vinto l'ultimo campionato.
Nel 1981, il Neptunus Rotterdam vinse il titolo per la prima volta dalla fondazione avvenuta nel 1942. Il Neptunus iniziò a dominare il campionato negli anni Novanta e Duemila, vincendo diciannove campionati in totale di cui sette consecutivi tra il 1999 e il 2005 e sei consecutivi tra il 2013 e il 2018.
| Campioni olandesi, 1970-2020 | Campioni olandesi, 1970-2020 |
| Anno                         | Club                         |
| ---------------------------- | ---------------------------- |
| 1970                         | Haarlem Nicols               |
| 1971                         | Sparta Rotterdam             |
| 1972                         | Sparta Rotterdam             |
| 1973                         | Sparta Rotterdam             |
| 1974                         | Sparta Rotterdam             |
| 1975                         | Haarlem Nicols               |
| 1976                         | Haarlem Nicols               |
| 1977                         | Haarlem Nicols               |
| 1978                         | SC Kinheim Haarlem           |
| 1979                         | Amstel Tijgers               |
| 1980                         | Amstel Tijgers               |
| 1981                         | Neptunus Rotterdam           |
| 1982                         | Haarlem Nicols               |
| 1983                         | Haarlem Nicols               |
| 1984                         | Haarlem Nicols               |
| 1985                         | Haarlem Nicols               |
| 1986                         | Amstel Tijgers               |
| 1987                         | Pirates Amsterdam            |
| 1988                         | Haarlem Nicols               |
| 1989                         | Haarlem Nicols               |
| 1990                         | Pirates Amsterdam            |
| 1991                         | Neptunus Rotterdam           |
| 1992                         | ADO Den Haag                 |
| 1993                         | Neptunus Rotterdam           |
| 1994                         | SC Kinheim Haarlem           |
| 1995                         | Neptunus Rotterdam           |
| 1996                         | HCAW Bussum Tijgers          |
| 1997                         | Pionieri Hoofddorp           |
| 1998                         | HCAW Bussum Tijgers          |
| 1999                         | Neptunus Rotterdam           |
| 2000                         | Neptunus Rotterdam           |
| 2001                         | Neptunus Rotterdam           |
| 2002                         | Neptunus Rotterdam           |
| 2003                         | Neptunus Rotterdam           |
| 2004                         | Neptunus Rotterdam           |
| 2005                         | Neptunus Rotterdam           |
| 2006                         | SC Kinheim Haarlem           |
| 2007                         | SC Kinheim Haarlem           |
| 2008                         | Pirates Amsterdam            |
| 2009                         | Neptunus Rotterdam           |
| 2010                         | Neptunus Rotterdam           |
| 2011                         | Pirates Amsterdam            |
| 2012                         | Corendon Kinheim             |
| 2013                         | Neptunus Rotterdam           |
| 2014                         | Neptunus Rotterdam           |
| 2015                         | Neptunus Rotterdam           |
| 2016                         | Neptunus Rotterdam           |
| 2017                         | Neptunus Rotterdam           |
| 2018                         | Neptunus Rotterdam           |
| 2019                         | Pirates Amsterdam            |
| 2020                         | Non assegnato                |